# Église Notre-Dame-de-l'Assomption d'Amponville
L’église Notre-Dame-de-l’Assomption  est  située à Amponville, à environ 12,5 kilomètres à l’est de Malesherbes et à 14,5 kilomètres à l‘ouest du centre de Nemours, dans le département français de Seine-et-Marne, en région Île-de-France.

## Histoire
L’église Notre-Dame-de-l’Assomption, inscrite monument historique, est contemporaine de la fondation du prieuré de l'abbaye Saint-Victor, pratiquement disparu, qui la jouxtait au nord. 
Le cimetière, à l’origine, se trouvait devant la façade sud avant d’être transféré à l’extérieur du village à la fin du XIXe siècle. 

## Architecture
La porte latérale est peu courante, elle est étroite et montre des éléments à caractère défensif (cavités dans l’embrasure destinées à recevoir une poutre). La nef et le chœur forment un beau volume au style uniforme, le chevet plat s’ouvre par trois ouvertures appelées triplet. Les chapiteaux au décor végétal stylisé, à feuilles et à crochets,  sont romans et deux culs-de-lampe à têtes d’homme et de femme de facture assez rustique peuvent être aperçus. La nef, unique à l’origine, a été ouverte au sud par un bas-côté gothique, entre le clocher et le chevet. Dans le chœur, en haut à droite, il existe deux occuli, jadis garnis de vitraux, qui donnent maintenant dans les combles, au-dessus de la voûte du bas-côté. Ce genre d’ouverture est rare dans une église rurale.
Une autre particularité réside dans la décoration des murs et des voûtes du chœur. Sur le mur nord, une fresque représentant le « Dit des trois morts et des trois vifs », scène destinée à faire prendre conscience de la vanité des biens et plaisirs d’ici bas face à la destinée inéluctable qu’est la mort et l’urgence qu’il y a à sauver son âme sur terre. D’autres décors sont visibles dans le chœur, les voûtes sont peintes en fausses pierres à la disposition variée et parfois approximative. Enfin, il existe sur le tympan du mur ouest un semis de fleurs de lys et d’hermines, ainsi que les armes de France et de Bretagne. Ce décor commémore le mariage d’Anne de Bretagne avec Charles VIII en 1491, ou avec Louis XII en 1499.

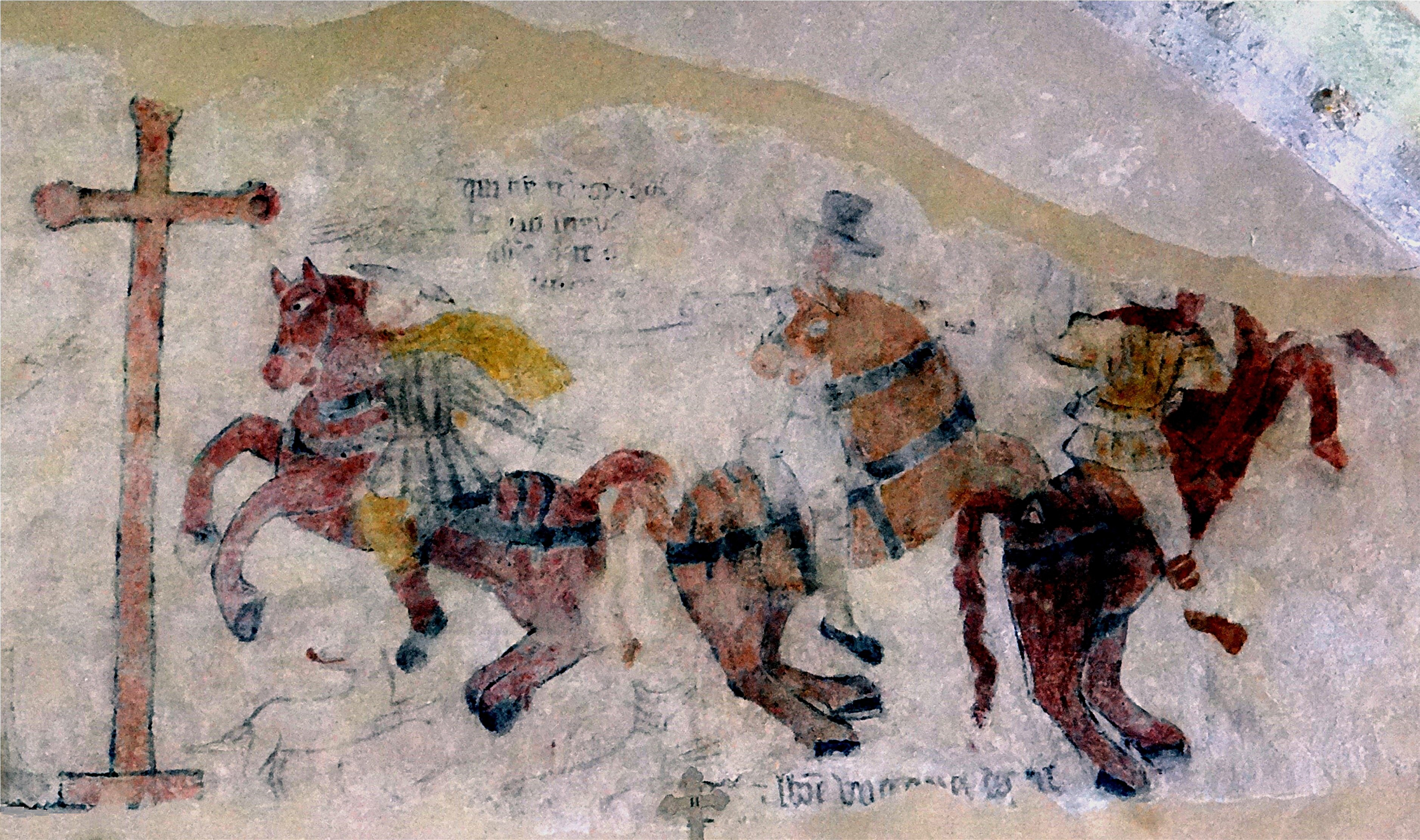
Fresque peinte représentant le « Dit des trois morts et des trois vifs » (fin du XVe siècle et début du XVIe siècle).
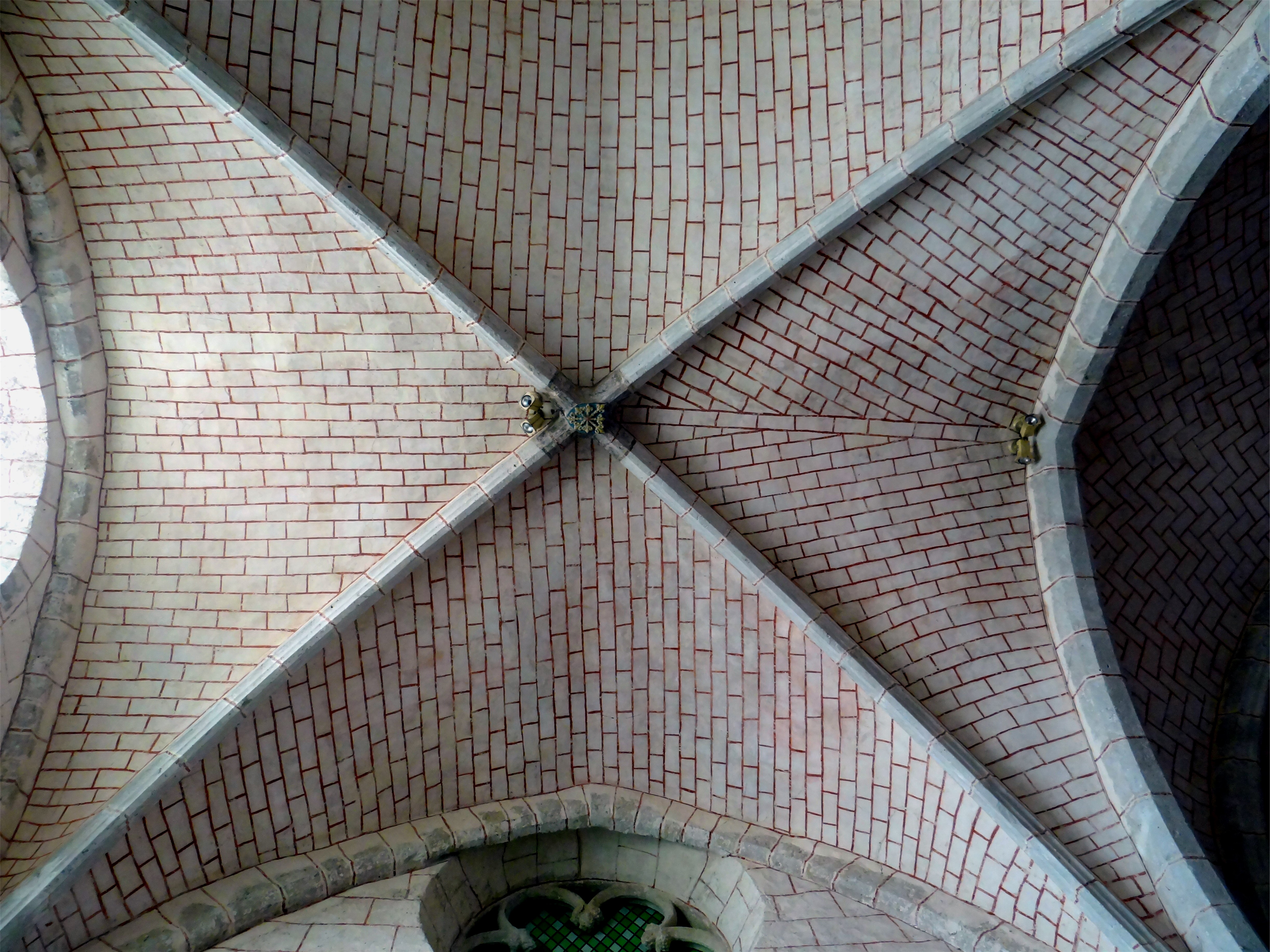
Voûtes du chœur peintes en fausses pierres.

## Mobilier
De part et d’autre du chœur se dressent deux stèles du XVIIIe se rapportant au frère Louis Guillet, chanoine de Saint-Victor et prieur d’Amponville. L’une a été dressée par lui en mémoire des prieurs qui l’ont précédé, l’autre par sa sœur, Elisabeth Guillet veuve Charron, pour le repos de l’âme de son frère et en hommage à son dévouement pour l'instruction des enfants pauvres de la paroisse.
L’église Notre-Dame-de-l’Assomption possède une Piscine liturgique à arc trilobé, aussi nommée  « Lavabo », équipement lié au rituel de purification assez rare en France.

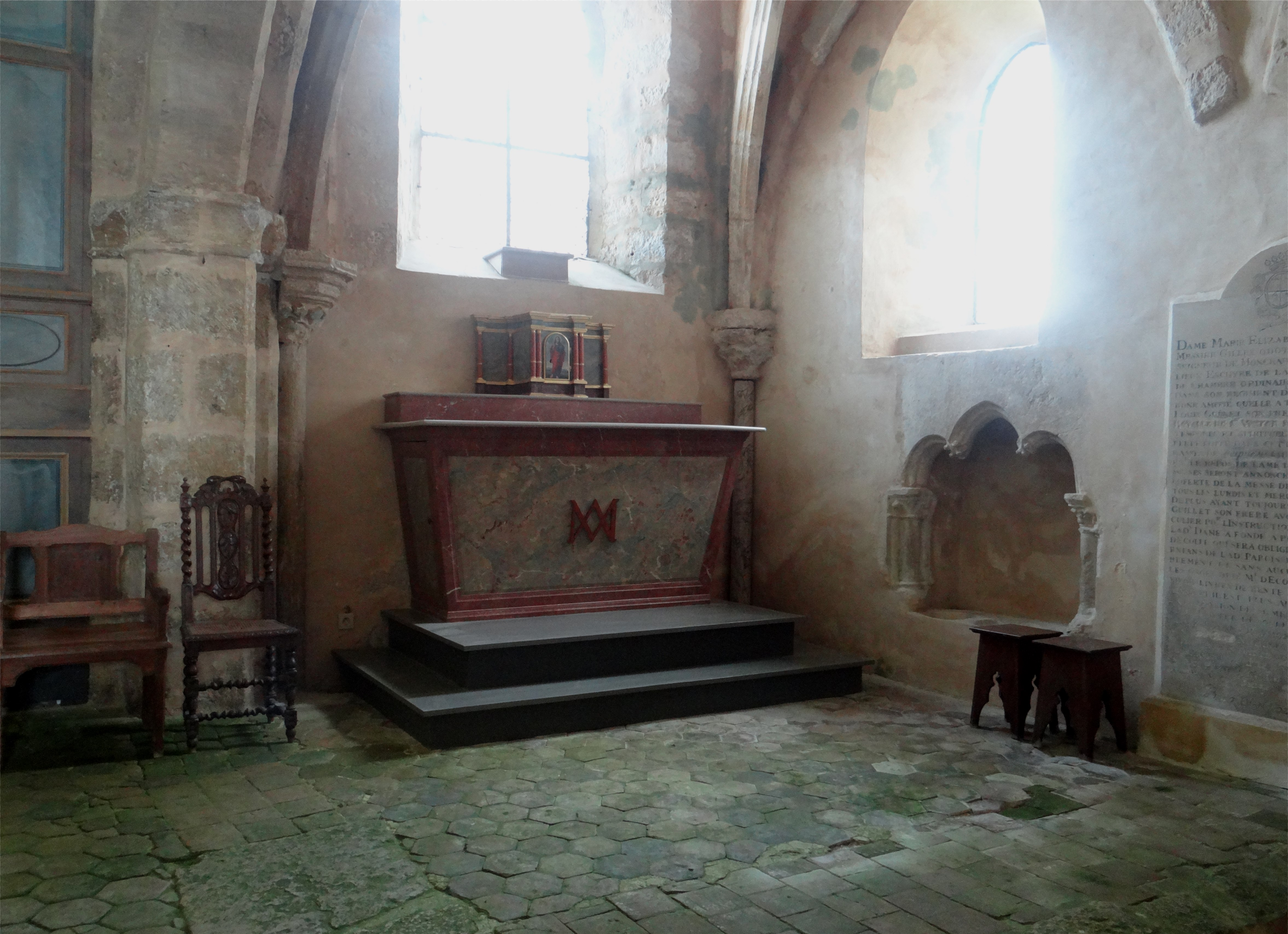
Piscine liturgique à arc trilobé (à droite de l'autel).